# Liste der Monuments historiques in Gesvres-le-Chapitre
Die Liste der Monuments historiques in Gesvres-le-Chapitre führt die Monuments historiques in der französischen Gemeinde Gesvres-le-Chapitre auf.

## Liste der Objekte
| Bezeichnung | Beschreibung          | Standort                        | Kennzeichnung | Schutzstatus | Datum | Bild |
| ----------- | --------------------- | ------------------------------- | ------------- | ------------ | ----- | ---- |
| Glocke      | Bronze, 1601 gegossen | in der Kirche St-Laurent (Lage) | PM77000735    | Classé       | 1942  |      |